# Льодовик Петермана
Льодовик Петермана (англ. Petermann Glacier) — великий льодовик, що розташований у північно-західній частині Гренландії.
Це єдиний у світі льодовик, який плаває на поверхні води. Крім того, він утворює айсберги — іноді від льодовика відколюються брили льоду. Льодовик завтовшки становить 600 м, довжина близько 70 км, а ширина близько 15 км. На 80 % льодовик складається з талої води. Льодовик Петерман з'єднує Гренландський щит з Північним Льодовитим океаном. Це один з найбільших крижаних островів на Землі.
З настання весни починається танення льодів, дрібні струмки зливаються в одне велике русло і створюють Блакитну річку. Яскраво-аквамариновий колір відрізняє цю річку від інших. Льодовиковий мул обумовлює блакитне забарвлення річки. Береги з льоду обрамляють річку, в деяких місцях досягаючи висоти в 45 метрів. У цих місцях на крижаних берегах можна розглянути пласти льоду і снігу, які в перебігу багатьох років нашаровувалися один на одного. Крижані гори навколо оточують ці береги. І незрозуміло як серед цього масиву льоду може текти річка.
Кожен сезон форма річки змінюється, залежно від протанення русла та інтенсивності танення. Туристи з багатьох країн прагнуть відвідати крижаний острів Петерман і його Блакитну річку. На Блакитний річці, ширина і тепла течія дозволяють, можливі сплави на байдарках. Любителі відпочинку з елементами екстриму отримають задоволення від незабутніх вражень.
У 2012 році відбулося відколювання величезного айсберга, величина якого склала по території два Манхеттена, що зменшило територію Петерманна на 10 %. Науковці прогнозують, що в найближчому майбутньому льодовик почне танути і може втратити до 110 км² льоду. І, як показують останні супутникові дані, танення відбувається швидше в кілька разів, ніж вісім років тому. У 2017 р.  NASA виявило гігантську тріщину в льодовику Петермана, яка, на відміну від попередніх, знаходиться посередині льодовика